# Sebastian Coe
Sebastian Newbold Coe, Baron Coe, född 29 september 1956 i Chiswick, västra London (men uppväxt i Sheffield), är  brittisk konservativ politiker samt före detta friidrottare. Han var huvudansvarig för Londons kampanj för att få arrangera OS 2012. Han tilldelades 2002 den Brittiska imperieorden (Knight Commander of the Most Excellent Order of the British Empire, KBE).
Coe satte världsrekord på 800 meter, 1 000 meter, 1 500 meter och engelska milen.

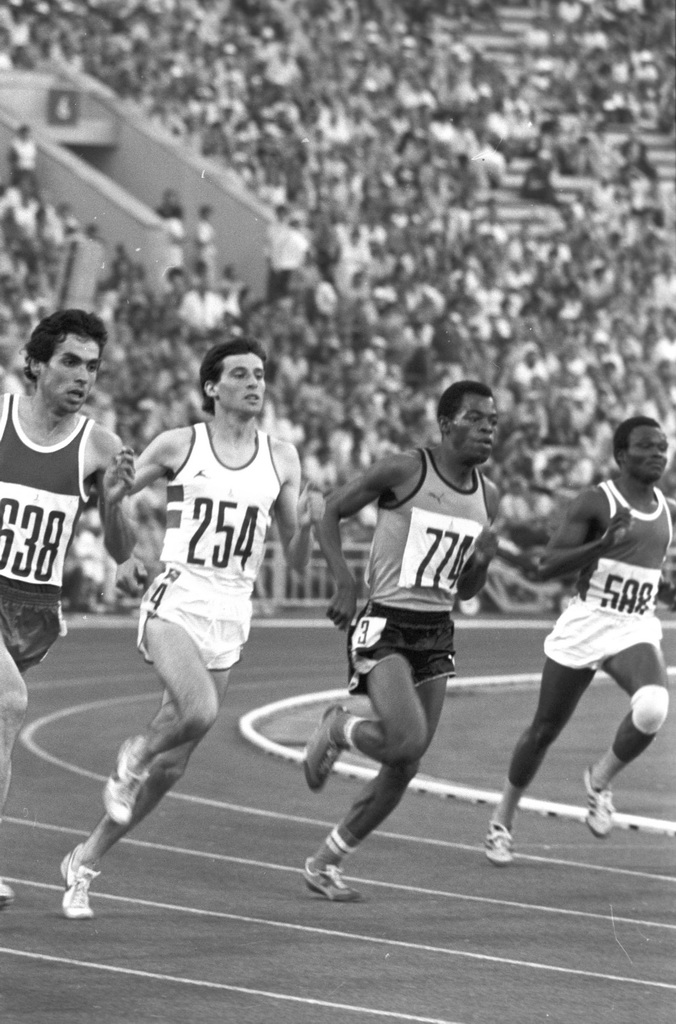
Sebastian Coe (#254) tog silver på 800 meter i OS 1980, i Moskva.

Coe tog OS-guld på 1 500 meter och silver på 800 meter både 1980 i Moskva och 1984 i Los Angeles. Han har erövrat flera EM-medaljer men ingen VM-medalj.
| Personbästa    |         |      |
| 400 m          | 46,87   | 1979 |
| 800 m          | 1.41,73 | 1981 |
| 1000 m         | 2.12,18 | 1981 |
| 1500 m         | 3.29,77 | 1986 |
| Engelska milen | 3.47,33 | 1981 |
| 2000 m         | 4.58,84 | 1982 |